# Documentos árabes del archivo catedralicio de Huesca
Los documentos árabes del Archivo de la Catedral de Huesca son unos textos escritos en árabe entre 1145 y 1268. Consisten en siete compravendas, tres préstamos y dos permutas.
El lenguaje árabe presenta vulgarismos y palabras romances. El léxico romance consiste en antropónimos, gentilicios y topónimos. El documento 12 presenta los nombres romances vocalizados con especial cuidado.
Tienen un gran valor toponímico puesto que hay nombres de barrios, pueblos, términos y partidas de Huesca que se pueden comparar con los documentos latinos contemporáneos, por ejemplo Hawz al-caskar, término de Alguascar/Alazcar/Alhazc después Algascar y hoy término de  Angáscara. También Rabad al-garbi ("Arrabal de poniente"), Hawna al-Mariy y Al-Mairiy, hoy "Almeriz", Hawna Murillun ("barrio de Morillón"), Rabad al muqaybara ("Arrabal de Almacorella"), Hawna al-Maoida ("barrio de la mesa"). También mencionan algunos pueblos pequeños correspondientes a los actuales Artosilla, Albero, Banariés, Seres, Callén y Almuniente.